# Großer Preis von Österreich 1976
Der Große Preis von Österreich 1976 (offiziell XIV Raiffeisen Großer Preis von Österreich) fand am 15. August auf dem Österreichring in der Nähe von Zeltweg statt und war das elfte Rennen der Automobil-Weltmeisterschaft 1976.

## Berichte

### Hintergrund
Niki Lauda befand sich zwei Wochen nach seinem schweren Unfall beim Großen Preis von Deutschland im Krankenhaus nach wie vor in einem kritischen Zustand. Aufgrund dessen sowie aus Protest gegen die kurz zuvor durch die Sportbehörde erfolgte Rücknahme der Disqualifikation von James Hunt beim Großen Preis von Spanien sagte die Scuderia Ferrari die Teilnahme am Österreich-GP ab und drohte sogar mit einem Ausstieg aus der Weltmeisterschaft. Zeitweilig wurde daraufhin sogar über eine komplette Absage des Rennens diskutiert.
Da Chris Amon seine Formel-1-Karriere für beendet erklärt hatte, galt es seinen Platz im Team Ensign Racing neu zu besetzen. Übergangsweise vergab man das Cockpit an den lokalen Gaststarter Hans Binder, der somit zu seinem Grand-Prix-Debüt kam.
Mit Otto Stuppacher und Karl Oppitzhauser wollten zwei weitere einheimische Gelegenheitsfahrer in einem March 761 beziehungsweise einem Tyrrell 007 des Privatteams ÖASC Racing Team an ihrem Heimrennen teilnehmen. Aufgrund mangelnder Motorsporterfahrung der beiden wurde die Nennung jedoch vom Veranstalter abgelehnt.

### Training
Aufgrund wechselnder Wetterbedingungen während des gesamten Wochenendes wurden die im ersten Training am Freitag bei trockenen Streckenverhältnissen erzielten Rundenzeiten im Laufe der übrigen Trainingseinheiten nicht mehr unterboten und zählten somit für die Startaufstellung.
McLaren-Pilot Hunt konnte sich gegen John Watson auf Penske behaupten und die Pole-Position erzielen. Die zweite Startreihe wurde von den beiden Schweden Ronnie Peterson und Gunnar Nilsson gebildet. Es folgten Jacques Laffite und Tom Pryce vor Vittorio Brambilla und Carlos Pace.
Alle 25 Trainingsteilnehmer qualifizierten sich für das Rennen, da der Veranstalter bis zu 26 Startplätze vorgesehen hatte.

### Rennen
Trotz leichtem Regen am Vormittag des Renntages war die Strecke bis zum Start abgetrocknet. Nachdem beide Kontrahenten aus der ersten Reihe ähnlich gut gestartet waren, nutzte Watson in der ersten Kurve den Vorteil der Innenbahn und ging dadurch vor Hunt in Führung. Peterson zog kurz darauf ebenfalls an Hunt vorbei, während Nilsson, Laffite und Pryce unverändert auf den Plätzen vier, fünf und sechs lagen.
Während Peterson in Runde drei die Führung übernahm, arbeitete sich der von Platz zehn gestartete Jody Scheckter bis zur siebten Runde auf den zweiten Rang nach vorn. Drei Runden später übernahm er die Spitzenposition von Peterson.
Als Scheckter kurz darauf von einem zu überrundenden Konkurrenten leicht aufgehalten wurde, eroberte Peterson die Führung zurück. Wenig später fiel Scheckter auch wieder hinter Watson zurück. Diesem gelang im zwölften Umlauf ein Überholmanöver gegen Peterson, wodurch er erneut die Spitzenposition einnahm.
In der 15. Runde verunfallte Scheckter infolge eines Aufhängungsschadens. Daraufhin duellierten sich die beiden Schweden Peterson und Nilsson um den zweiten Rang, wobei Letzterer diese Position in Runde 19 einnahm.
Laffite überholte bis zur 45. Runde beide Schweden und gelangte dadurch auf den zweiten Rang hinter Watson. Eine Runde später fiel Peterson, der zuvor bereits von Hunt überholt worden war, hinter Mario Andretti zurück. Die dadurch hergestellte Reihenfolge der ersten sechs blieb daraufhin bis ins Ziel konstant.

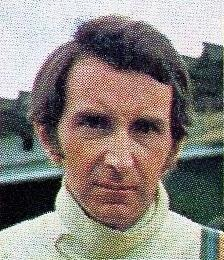
John Watson gewann seinen ersten Grand Prix.

Watson erzielte seinen ersten Grand-Prix-Sieg. Es war zugleich der erste für das Penske-Team. Infolgedessen rasierte sich Watson seinen Bart ab und löste damit ein Versprechen ein, das er seinem Teamchef Roger Penske im Falle eines Sieges gegeben hatte.

## Meldeliste
| Team                                   | Nr. | Fahrer                   | Chassis         | Motor                     | Reifen |
| -------------------------------------- | --- | ------------------------ | --------------- | ------------------------- | ------ |
| Elf Team Tyrrell                       | 03  | Jody Scheckter           | Tyrrell P34     | Ford Cosworth DFV 3.0 V8  | G      |
| Elf Team Tyrrell                       | 04  | Patrick Depailler        | Tyrrell P34     | Ford Cosworth DFV 3.0 V8  | G      |
| John Player Team Lotus                 | 05  | Mario Andretti           | Lotus 77        | Ford Cosworth DFV 3.0 V8  | G      |
| John Player Team Lotus                 | 06  | Gunnar Nilsson           | Lotus 77        | Ford Cosworth DFV 3.0 V8  | G      |
| Martini Racing                         | 07  | Carlos Reutemann         | Brabham BT45    | Alfa Romeo 115-12 3.0 F12 | G      |
| Martini Racing                         | 08  | Carlos Pace              | Brabham BT45    | Alfa Romeo 115-12 3.0 F12 | G      |
| Beta Team March                        | 09  | Vittorio Brambilla       | March 761       | Ford Cosworth DFV 3.0 V8  | G      |
| March Engineering                      | 10  | Ronnie Peterson          | March 761       | Ford Cosworth DFV 3.0 V8  | G      |
| March Engineering                      | 34  | Hans-Joachim Stuck       | March 761       | Ford Cosworth DFV 3.0 V8  | G      |
| Marlboro Team McLaren                  | 11  | James Hunt               | McLaren M23     | Ford Cosworth DFV 3.0 V8  | G      |
| Marlboro Team McLaren                  | 12  | Jochen Mass              | McLaren M23     | Ford Cosworth DFV 3.0 V8  | G      |
| Shadow Racing with Tabatip             | 16  | Tom Pryce                | Shadow DN5B     | Ford Cosworth DFV 3.0 V8  | G      |
| Shadow Racing with Tabatip             | 17  | Jean-Pierre Jarier       | Shadow DN5B     | Ford Cosworth DFV 3.0 V8  | G      |
| Team Surtees                           | 18  | Brett Lunger             | Surtees TS19    | Ford Cosworth DFV 3.0 V8  | G      |
| Team Surtees                           | 19  | Alan Jones               | Surtees TS19    | Ford Cosworth DFV 3.0 V8  | G      |
| Walter Wolf Racing                     | 20  | Arturo Merzario          | Williams FW05   | Ford Cosworth DFV 3.0 V8  | G      |
| Team Ensign                            | 22  | Hans Binder              | Ensign N176     | Ford Cosworth DFV 3.0 V8  | G      |
| Hesketh Racing                         | 24  | Harald Ertl              | Hesketh 308D    | Ford Cosworth DFV 3.0 V8  | G      |
| Ligier Gitanes                         | 26  | Jacques Laffite          | Ligier JS5      | Matra MS73 3.0 V12        | G      |
| Citibank Team Penske                   | 28  | John Watson              | Penske PC4      | Ford Cosworth DFV 3.0 V8  | G      |
| Copersucar-Fittipaldi                  | 30  | Emerson Fittipaldi       | Copersucar FD04 | Ford Cosworth DFV 3.0 V8  | G      |
| RAM Racing                             | 32  | Loris Kessel             | Brabham BT44B   | Ford Cosworth DFV 3.0 V8  | G      |
| RAM Racing                             | 33  | Lella Lombardi           | Brabham BT44B   | Ford Cosworth DFV 3.0 V8  | G      |
| Team Norev Racing with BS Fabrications | 38  | Henri Pescarolo          | Surtees TS19    | Ford Cosworth DFV 3.0 V8  | G      |
| Scuderia Gulf Rondini                  | 40  | Alessandro Pesenti-Rossi | Tyrrell 007     | Ford Cosworth DFV 3.0 V8  | G      |

## Klassifikationen

### Startaufstellung
| Pos. | Fahrer                   | Konstrukteur       | Zeit    | Ø-Geschwindigkeit | Start |
| ---- | ------------------------ | ------------------ | ------- | ----------------- | ----- |
| 01   | James Hunt               | McLaren-Ford       | 1:35,02 | 223,949 km/h      | 01    |
| 02   | John Watson              | Penske-Ford        | 1:35,84 | 222,033 km/h      | 02    |
| 03   | Ronnie Peterson          | March-Ford         | 1:36,34 | 220,880 km/h      | 03    |
| 04   | Gunnar Nilsson           | Lotus-Ford         | 1:36,46 | 220,605 km/h      | 04    |
| 05   | Jacques Laffite          | Ligier-Matra       | 1:36,52 | 220,468 km/h      | 05    |
| 06   | Tom Pryce                | Shadow-Ford        | 1:36,56 | 220,377 km/h      | 06    |
| 07   | Vittorio Brambilla       | March-Ford         | 1:36,59 | 220,309 km/h      | 07    |
| 08   | Carlos Pace              | Brabham-Alfa Romeo | 1:36,66 | 220,149 km/h      | 08    |
| 09   | Mario Andretti           | Lotus-Ford         | 1:36,68 | 220,103 km/h      | 09    |
| 10   | Jody Scheckter           | Tyrrell-Ford       | 1:36,91 | 219,581 km/h      | 10    |
| 11   | Hans-Joachim Stuck       | March-Ford         | 1:36,95 | 219,490 km/h      | 11    |
| 12   | Jochen Mass              | McLaren-Ford       | 1:37,22 | 218,881 km/h      | 12    |
| 13   | Patrick Depailler        | Tyrrell-Ford       | 1:37,24 | 218,836 km/h      | 13    |
| 14   | Carlos Reutemann         | Brabham-Alfa Romeo | 1:37,24 | 218,836 km/h      | 14    |
| 15   | Alan Jones               | Surtees-Ford       | 1:37,60 | 218,029 km/h      | 15    |
| 16   | Brett Lunger             | Surtees-Ford       | 1:37,62 | 217,984 km/h      | 16    |
| 17   | Emerson Fittipaldi       | Copersucar-Ford    | 1:37,76 | 217,672 km/h      | 17    |
| 18   | Jean-Pierre Jarier       | Shadow-Ford        | 1:37,88 | 217,405 km/h      | 18    |
| 19   | Hans Binder              | Ensign-Ford        | 1:38,36 | 216,344 km/h      | 19    |
| 20   | Harald Ertl              | Hesketh-Ford       | 1:39,09 | 214,750 km/h      | 20    |
| 21   | Arturo Merzario          | Wolf-Williams-Ford | 1:39,33 | 214,231 km/h      | 21    |
| 22   | Henri Pescarolo          | Surtees-Ford       | 1:39,84 | 213,137 km/h      | 22    |
| 23   | Alessandro Pesenti-Rossi | Tyrrell-Ford       | 1:40,67 | 211,380 km/h      | 23    |
| 24   | Lella Lombardi           | Brabham-Ford       | 1:42,25 | 208,113 km/h      | 24    |
| 25   | Loris Kessel             | Brabham-Ford       | 1:56,01 | 183,429 km/h      | 25    |

### Rennen
| Pos. | Fahrer                   | Konstrukteur       | Runden | Stopps | Zeit       | Start | Schnellste Runde |
| ---- | ------------------------ | ------------------ | ------ | ------ | ---------- | ----- | ---------------- |
| 01   | John Watson              | Penske-Ford        | 54     | 0      | 1:30:07,86 | 02    | 1:36,63          |
| 02   | Jacques Laffite          | Ligier-Matra       | 54     | 0      | + 10,79    | 05    | 1:36,26          |
| 03   | Gunnar Nilsson           | Lotus-Ford         | 54     | 0      | + 11,98    | 04    | 1:37,03          |
| 04   | James Hunt               | McLaren-Ford       | 54     | 0      | + 12,44    | 01    | 1:35,91          |
| 05   | Mario Andretti           | Lotus-Ford         | 54     | 0      | + 21,49    | 09    | 1:36,39          |
| 06   | Ronnie Peterson          | March-Ford         | 54     | 0      | + 34,34    | 03    | 1:37,36          |
| 07   | Jochen Mass              | McLaren-Ford       | 54     | 0      | + 59,45    | 12    | 1:37,82          |
| 08   | Harald Ertl              | Hesketh-Ford       | 53     | 0      | + 1 Runde  | 20    | 1:38,90          |
| 09   | Henri Pescarolo          | Surtees-Ford       | 52     | 0      | + 2 Runden | 22    | 1:41,36          |
| 10   | Brett Lunger             | Surtees-Ford       | 51     | 0      | DNF        | 16    | 1:38,71          |
| 11   | Alessandro Pesenti-Rossi | Tyrrell-Ford       | 51     | 0      | + 3 Runden | 23    | 1:49,54          |
| 12   | Lella Lombardi           | Brabham-Ford       | 50     | 0      | + 4 Runden | 24    | 1:43,17          |
| –    | Hans Binder              | Ensign-Ford        | 47     | 0      | DNF        | 19    | 1:39,11          |
| –    | Loris Kessel             | Brabham-Ford       | 44     | 0      | NC         | 25    | 1:41,33          |
| –    | Vittorio Brambilla       | March-Ford         | 43     | 1      | DNF        | 07    | 1:38,04          |
| –    | Emerson Fittipaldi       | Copersucar-Ford    | 43     | 0      | DNF        | 17    | 1:40,44          |
| –    | Carlos Pace              | Brabham-Alfa Romeo | 40     | 0      | DNF        | 18    | 1:37,87          |
| –    | Jean-Pierre Jarier       | Shadow-Ford        | 40     | 0      | DNF        | 08    | 1:40,22          |
| –    | Alan Jones               | Surtees-Ford       | 30     | 0      | DNF        | 15    | 1:39,18          |
| –    | Hans-Joachim Stuck       | March-Ford         | 26     | 0      | DNF        | 11    | 1:42,41          |
| –    | Patrick Depailler        | Tyrrell-Ford       | 24     | 0      | DNF        | 13    | 1:40,45          |
| –    | Arturo Merzario          | Wolf-Williams-Ford | 17     | 0      | DNF        | 21    | 1:44,01          |
| –    | Tom Pryce                | Shadow-Ford        | 14     | 0      | DNF        | 06    | 1:45,75          |
| –    | Jody Scheckter           | Tyrrell-Ford       | 14     | 0      | DNF        | 10    | 1:40,54          |
| –    | Carlos Reutemann         | Brabham-Alfa Romeo | 0      | 0      | DNF        | 14    | –                |

## WM-Stände nach dem Rennen
Die ersten sechs des Rennens bekamen 9, 6, 4, 3, 2 bzw. 1 Punkt(e). Es zählten nur die besten sieben Ergebnisse aus den ersten acht Rennen und die besten sieben Ergebnisse aus den letzten acht Rennen. In der Konstrukteurswertung zählte nur das Ergebnis des bestplatzierten Fahrers eines Teams.

### Fahrerwertung
| Pos. | Fahrer             | Konstrukteur               | Punkte |
| ---- | ------------------ | -------------------------- | ------ |
| 01   | Niki Lauda         | Ferrari                    | 61     |
| 02   | James Hunt         | McLaren-Ford               | 38     |
| 03   | Jody Scheckter     | Tyrrell-Ford               | 36     |
| 04   | Patrick Depailler  | Tyrrell-Ford               | 26     |
| 05   | John Watson        | Penske-Ford                | 19     |
| 06   | Clay Regazzoni     | Ferrari                    | 16     |
| 07   | Jacques Laffite    | Ligier-Matra               | 16     |
| 08   | Jochen Mass        | McLaren-Ford               | 14     |
| 09   | Gunnar Nilsson     | Lotus-Ford                 | 10     |
| 10   | Tom Pryce          | Shadow-Ford                | 7      |
| 11   | Carlos Pace        | Brabham-Alfa Romeo         | 7      |
| 12   | Hans-Joachim Stuck | March-Ford                 | 6      |
| 13   | Mario Andretti     | Lotus-Ford / Parnelli-Ford | 5      |
| 14   | Alan Jones         | Surtees-Ford               | 4      |
| 15   | Carlos Reutemann   | Brabham-Alfa Romeo         | 3      |
| 16   | Emerson Fittipaldi | Copersucar-Ford            | 3      |
| 17   | Chris Amon         | Ensign-Ford                | 2      |
| 18   | Rolf Stommelen     | Brabham-Alfa Romeo         | 1      |
| 19   | Ronnie Peterson    | Lotus-Ford / March-Ford    | 1      |
| 20   | Harald Ertl        | Hesketh-Ford               | 0      |

| Pos. | Fahrer                   | Konstrukteur                    | Punkte |
| ---- | ------------------------ | ------------------------------- | ------ |
| 21   | Jean-Pierre Jarier       | Shadow-Ford                     | 0      |
| 22   | Jacky Ickx               | Wolf-Williams-Ford              | 0      |
| 23   | Vittorio Brambilla       | March-Ford                      | 0      |
| 24   | Larry Perkins            | Boro-Ford                       | 0      |
| 25   | Arturo Merzario          | March-Ford / Wolf-Williams-Ford | 0      |
| 26   | Renzo Zorzi              | Wolf-Williams-Ford              | 0      |
| 27   | Henri Pescarolo          | Surtees-Ford                    | 0      |
| 28   | Michel Leclère           | Wolf-Williams-Ford              | 0      |
| 29   | Bob Evans                | Lotus-Ford                      | 0      |
| 30   | Ingo Hoffmann            | Copersucar-Ford                 | 0      |
| 31   | Brett Lunger             | Surtees-Ford                    | 0      |
| 32   | Alessandro Pesenti-Rossi | Tyrrell-Ford                    | 0      |
| 33   | Loris Kessel             | Brabham-Ford                    | 0      |
| 34   | Lella Lombardi           | March-Ford / Brabham-Ford       | 0      |
| 35   | Guy Edwards              | Hesketh-Ford                    | 0      |
| 36   | Patrick Nève             | Brabham-Ford                    | 0      |
| –    | Ian Ashley               | B.R.M.                          | 0      |
| –    | Ian Scheckter            | Tyrrell-Ford                    | 0      |
| –    | Hans Binder              | Ensign-Ford                     | 0      |

### Konstrukteurswertung
| Pos. | Konstrukteur       | Punkte |
| ---- | ------------------ | ------ |
| 01   | Ferrari            | 64     |
| 02   | Tyrrell-Ford       | 49     |
| 03   | McLaren-Ford       | 44     |
| 04   | Penske-Ford        | 19     |
| 05   | Ligier-Matra       | 16     |
| 06   | Lotus-Ford         | 12     |
| 07   | Brabham-Alfa Romeo | 9      |
| 08   | Shadow-Ford        | 7      |
| 09   | March-Ford         | 7      |

| Pos. | Konstrukteur       | Punkte |
| ---- | ------------------ | ------ |
| 10   | Surtees-Ford       | 4      |
| 11   | Copersucar-Ford    | 3      |
| 12   | Ensign-Ford        | 2      |
| 13   | Parnelli-Ford      | 1      |
| 14   | Wolf-Williams-Ford | 0      |
| 15   | Hesketh-Ford       | 0      |
| 16   | Boro-Ford          | 0      |
| 17   | Brabham-Ford       | 0      |
| –    | B.R.M.             | 0      |